# Handheld Device Markup Language

Evolution mobiler Webstandards

Die Handheld Device Markup Language (HDML) ist eine Auszeichnungssprache, die dazu vorgesehen war, auf Handhelds, Informationsgeräten, Smartphones etc. angezeigt zu werden. Die Sprache ähnelt HTML, ist jedoch für kabellose Geräte und Handhelds mit kleinen Bildschirmen, wie PDAs, Mobiltelefone etc. optimiert.
Die Sprache wurde ursprünglich 1996 vom Unternehmen Unwired Planet entworfen, das zunächst zu Phone.com und danach zu Openwave wurde. HDML wurde zwar dem W3C zur Standardisierung übermittelt, jedoch nicht zu einem Standard erklärt. Stattdessen hatte der Entwurf einen bedeutenden Einfluss auf die Entwicklung und Standardisierung von WML, welche dann HDML praktisch ersetze. (HDML wird jedoch weiterhin in Japan von KDDI-Marken, wie z. B. au eingesetzt, besonders für mobile Onlinebanking-Lösungen.)